# کندی اپلز
کندی اپلز (انگلیسی: Candy Apples؛ زاده ۳ اکتبر ۱۹۷۶) بازیگر پورنوگرافی اهل ایالات متحده آمریکا است.